# Gerichtsbezirk Oberndorf
Der Gerichtsbezirk Oberndorf (bis 1858 Gerichtsbezirk Weitwörth) war ein dem Bezirksgericht Oberndorf unterstehender Gerichtsbezirk im Bundesland Salzburg. Der Gerichtsbezirk umfasste zuletzt den nordwestlichen Teil des Bezirks Salzburg-Umgebung.

## Geschichte

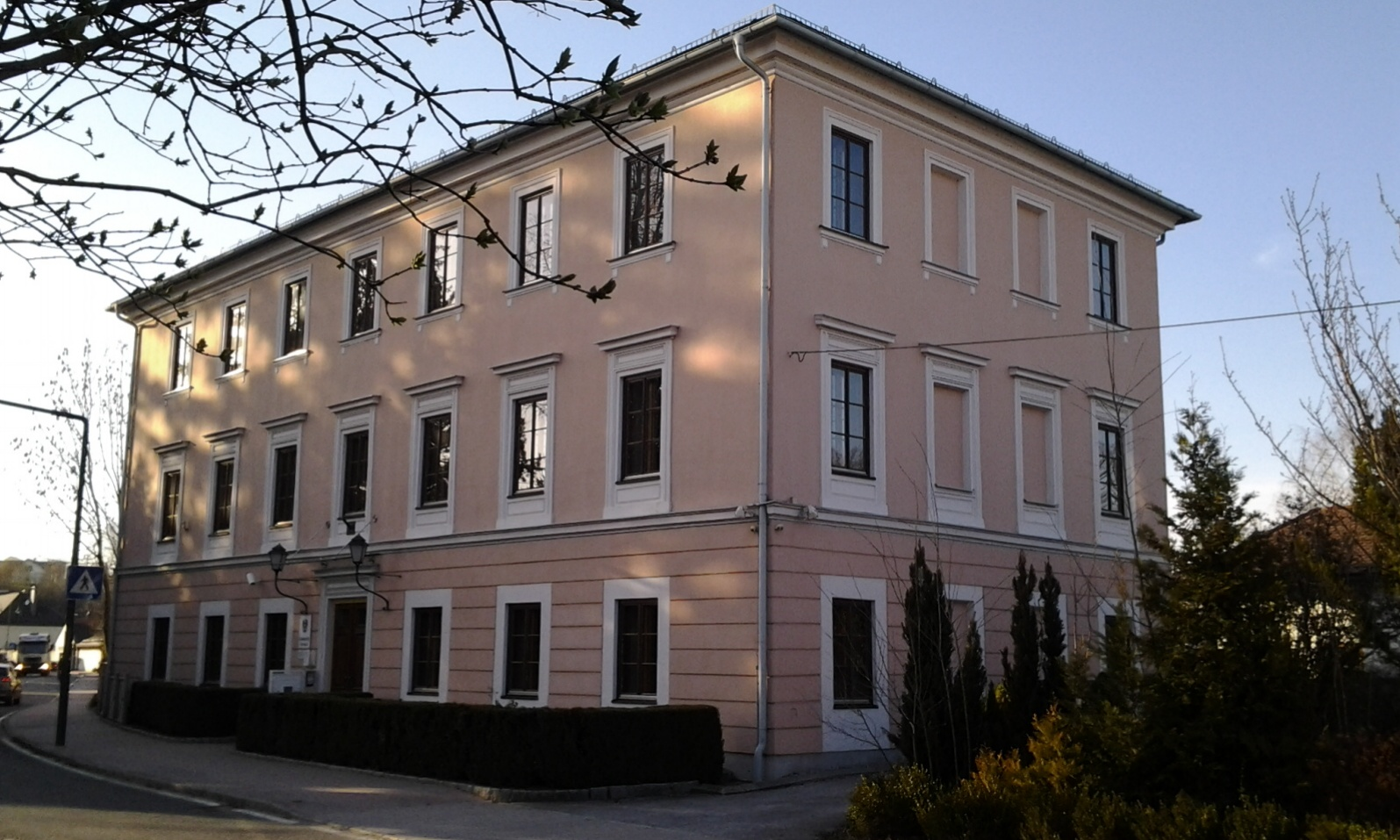
Ehemaliges Bezirksgericht Oberndorf

Der Gerichtsbezirk Oberndorf wurde gemeinsam mit 22 anderen Gerichtsbezirken in Salzburg durch einen Erlass des k.k. Oberlandesgerichtes Linz am 4. Juli 1850 als „Gerichtsbezirk Weitwörth“ geschaffen und umfasste ursprünglich die 15 Steuergemeinden Acharting, Anthering, Armsdorf, Dorfbeuern, Gömming, Holzhausen, Jauchsdorf, Lamprechtshausen, Nußdorf, Oberndorf, Pinswag, Sankt Alban, Sankt Georgen, Schwerting und Weitwörth. Amtssitz war das Schloss Weitwörth.
Bereits 1858 wurde der Gerichtssitz von Weitwörth nach Oberndorf transferiert und gleichzeitig der Name von Weitwörth auf Oberndorf geändert.
Der Gerichtsbezirk bildete im Zuge der Trennung der politischen von der judikativen Verwaltung
ab 1868 gemeinsam mit den Gerichtsbezirken Abtenau, Golling, Hallein, Mattsee, Neumarkt, Salzburg, Sankt Gilgen und Oberndorf den Bezirk Salzburg.
Durch Gemeindezusammenlegungen reduzierte sich die Zahl der Gemeinden bis in die zweite Hälfte des 20. Jahrhunderts auf die acht Gemeinden Anthering, Bürmoos, Dorfbeuern, Göming, Lamprechtshausen, Nußdorf am Haunsberg, Oberndorf bei Salzburg und Sankt Georgen bei Salzburg, wobei Bürmoos erst 1967 von Lamprechtshausen und Sankt Georgen selbständig geworden war.
Durch die 2002 beschlossene „Bezirksgerichte-Verordnung Salzburg“ wurde der Gerichtsbezirk Oberndorf im Zuge der Neuordnung des Gerichtsbezirkes Salzburg um die zwei Gemeinden Berndorf bei Salzburg und Bergheim erweitert.
Mit 1. März 2023 wurden die bisherigen Bezirksgerichtssprengel Neumarkt, Oberndorf und Thalgau aufgelöst und zum Gerichtsbezirk Seekirchen am Wallersee zusammengefasst.

## Gerichtssprengel
Der Gerichtssprengel von Oberndorf umfasste zum Zeitpunkt seiner Auflösung mit den elf Gemeinden Anthering, Bergheim, Berndorf bei Salzburg, Bürmoos, Dorfbeuern, Göming, Lamprechtshausen, Nußdorf am Haunsberg, Oberndorf bei Salzburg und Sankt Georgen bei Salzburg den nordwestlichen Bereich des Bezirks Salzburg-Umgebung.